# ピーター・ブラウン (第2代アルタモント伯爵)

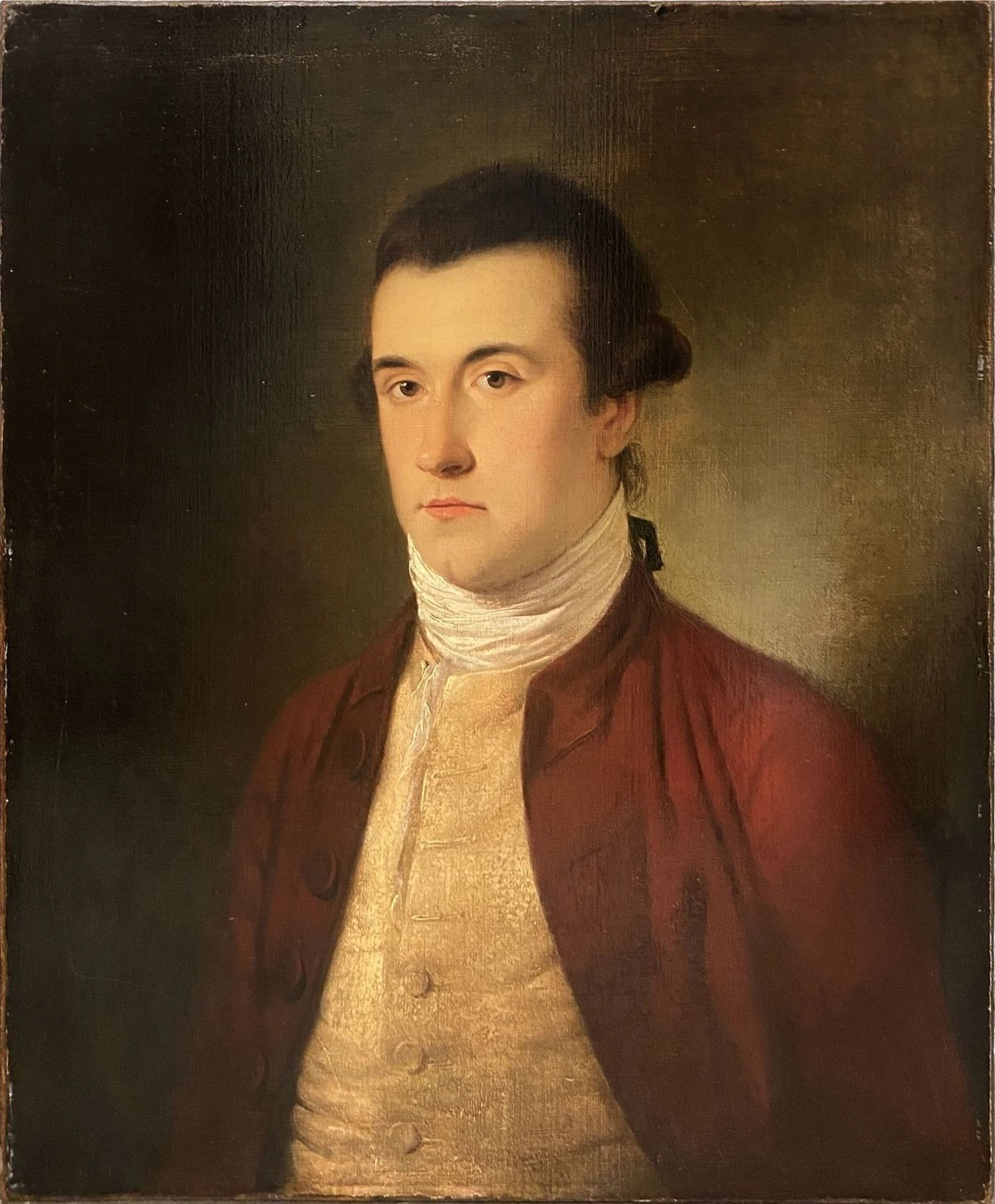
第2代アルタモント伯爵

第2代アルタモント伯爵ピーター・ブラウン（英語: Peter Browne, 2nd Earl of Altamont、1731年頃 – 1780年12月28日）は、アイルランド王国の貴族、政治家。

## 生涯
初代アルタモント伯爵ジョン・ブラウンとアン・ゴア（Anne Gore、1771年3月7日没、第2代準男爵サー・アーサー・ゴアの娘）の息子として生まれた。1748年10月26日、オックスフォード大学クライスト・チャーチに入学した。
1761年から1768年までメイヨー選挙区の代表としてアイルランド庶民院議員を務めた。1776年7月4日に父が死去すると、アルタモント伯爵位を継承、1778年1月27日にアイルランド貴族院議員に就任した。
1780年12月28日にウェストポートで死去、息子ジョン・デニスが爵位を継承した。

## 家族

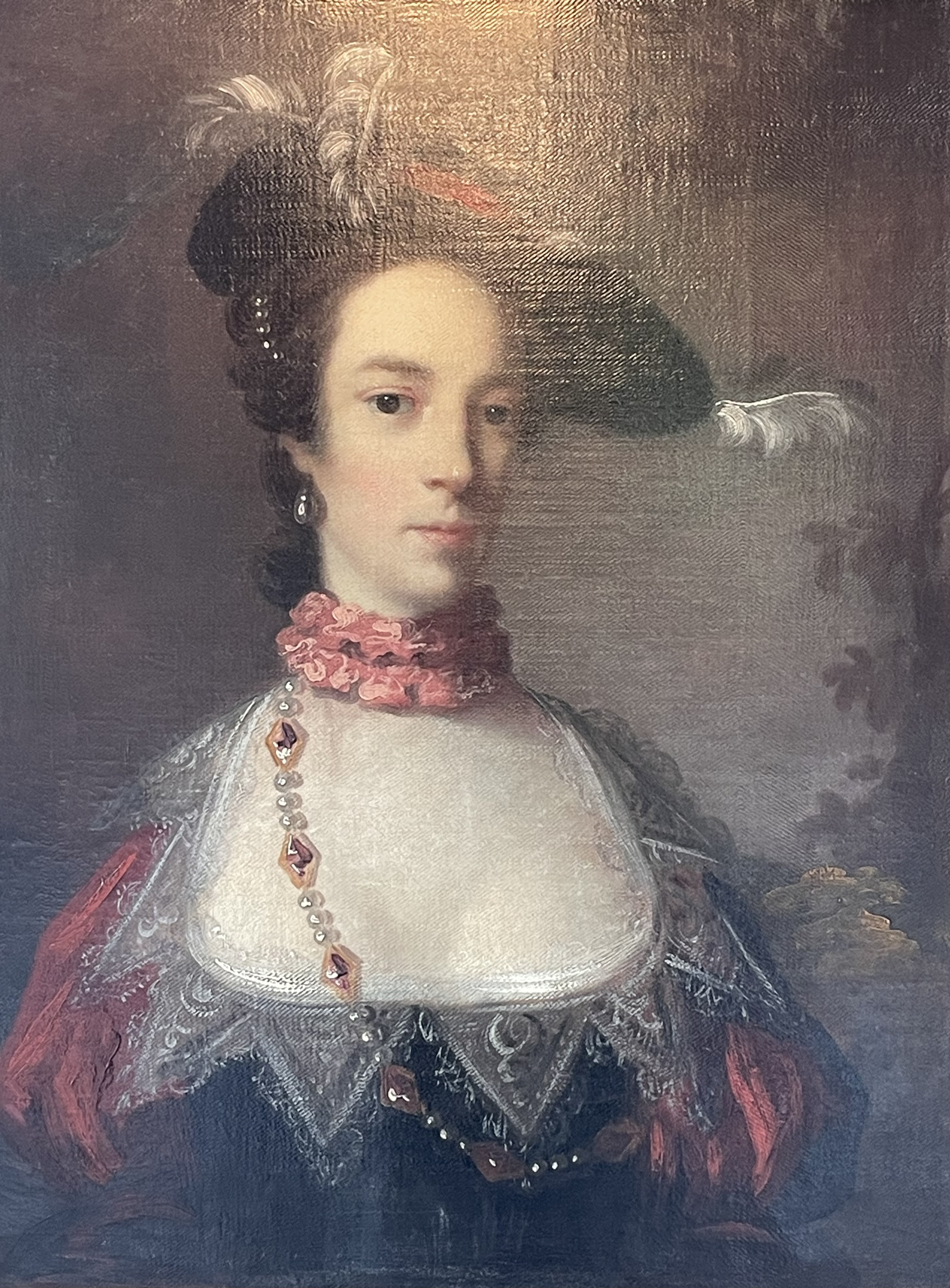
アルタモント伯爵夫人エリザベス、ジョン・アストリー画。

1752年4月16日、エリザベス・ケリー（Elizabeth Kelly、1765年8月1日没、デニス・ケリーの娘）と結婚、2男3女をもうけた。結婚により一時「ブラウン＝ケリー」（Browne-Kelly）の姓を名乗ったという。
- アン（1755年3月6日 – 1814年8月15日） - 1785年8月18日、初代デザート伯爵オットウェイ・カフと結婚、子供あり
- ジョン・デニス（1756年 – 1809年） - 第3代アルタモント伯爵、初代スライゴ侯爵、初代モントイーグル男爵
- デニス（英語版）（1763年 – 1828年8月14日） - アイルランド庶民院議員、連合王国庶民院議員
- エリザベス（1795年2月24日没） - 1786年8月6日、初代準男爵サー・ロス・マオン（英語版）（1835年8月10日没）と結婚、子供あり
- シャーロット（1849年1月23日没） - 1794年1月9日、ジョン・マオン（John Mahon、1834年10月23日没、初代準男爵サー・ロス・マオンの弟）と結婚、子供あり